# Jorien Voorhuis
Jorien Voorhuis (Hengelo, 26 augustus 1984) is een Nederlands voormalig schaatsster. Ze schaatste tot en met 2009/10 bij het VPZ-team. Voor seizoen 2010/11 maakte Voorhuis de overstap naar TVM, in 2012/13 naar Team Corendon, in 2013/14 naar Team Liga en in 2015/16 naar Team Koopjesdrogisterij.nl. Haar favoriete afstanden waren de 1500 en 3000 meter.

## Schaatscarrière

### Vroege carrière
Haar internationale doorbraak beleefde Voorhuis toen ze op het WK Junioren 2003 in Kushiro (Japan) 7e werd. Daar behaalde ze een 2e plaats op de 1500 meter. Het jaar daarop werd ze 8e. In 2005 won ze drie medailles, waaronder een gouden op de 5000 meter, op de Universiade. Op het NK allround 2006 in Utrecht behaalde ze brons.

### Seizoen 2007/08
Voor de eerste reeks wereldbekerwedstrijden plaatste ze zich in het seizoen 2007/08 alleen maar voor de langste afstand; de 5000 meter. Tijdens het NK Sprint 2008 in Thialf haalde ze op de tweede 1000 meter het podium met een derde plek. In het eindklassement nam ze de zesde positie in. Hoewel dit niet voldoende was voor een plek op het WK sprint verdiende ze wel een ticket voor de wereldbekerwedstrijden over 1000 meter.
Tijdens de wereldbekerwedstrijden in Baselga was Voorhuis de enige Nederlandse deelneemster en eindigde ze op de 1500 meter als vierde.
Tijdens de wereldbekerfinale in Thialf wist ze zich op de 1500 meter te plaatsen voor de WK Afstanden in Nagano. Hier eindigde ze als 11e op de 1500 meter.

### Seizoen 2008/09
Tijdens het NK Afstanden 2009 behaalde Voorhuis op de 3000 meter een zesde positie, aanvankelijk niet voldoende voor deelname aan het wereldbekercircuit. Maar vlak voor de eerste wereldbekerwedstrijd op de IJsbaan van Berlijn brak Lisette van der Geest haar sleutelbeen, waardoor Voorhuis haar plaats kon innemen. Inmiddels is ze gestegen naar de 35e plaats op de Adelskalendern.
Tijdens het NK Allround 2009 eindigde ze op de vierde plek in het eindklassement na diskwalificatie van Renate Groenewold. Maar omdat Groenewold een aanwijsplek kreeg van de KNSB voor het EK Allround, werd Voorhuis aangewezen als reserve voor dit kampioenschap. Op 21 januari 2009 kwalificeerde Voorhuis zich, evenals haar ploeggenoot Tom Prinsen, via een skate-off voor het WK Allround in Hamar. Haar debuut op dit kampioenschap sloot ze als tweede Nederlandse af op de vijfde plaats.

### Seizoen 2009/10
Bij de NK Afstanden 2010 nam Voorhuis deel op de 1500 (15e) en 3000 meter (10e). Op het NK Allround eindigde ze als tweede, waardoor ze in januari deelnam aan het EK Allround waar ze op de zevende plaats eindigde. In februari kwam ze tijdens de Olympische Winterspelen uit op de 5000 meter en eindigde ze als tiende. Ook maakt ze deel uit van het team voor de ploegenachtervolging.

### Na Vancouver
Op het NK Afstanden 2011 reed Voorhuis drie afstanden. Op de 3000 meter werd ze zesde en op de 1500 meter vijfde maar plaatste zich niet voor de wereldbeker door de beschermde status van Margot Boer. Op de 5000 meter leek ze te gaan winnen maar werd ze gediskwalificeerd vanwege het overschrijden van de lijn op het rechte stuk. Voor de 5000 meter werd ze alsnog voor de wereldbeker aangewezen door de KNSB en ook op de 3000 meter mag ze in eerste instantie rijden vanwege het afzeggen van Marrit Leenstra. In 2013 was er bij Team Corendon geen plaats meer voor Voorhuis toen Jan van Veen aantrad als coach, ondanks haar doorlopende contract. Daarom stapte Voorhuis over naar Team Liga van Marianne Timmer en Gianni Romme. In het Olympisch seizoen plaatste ze zich weer eens voor wereldbekerwedstrijden. Tijdens het NK Afstanden 2015 behaalde ze haar eerste medailles uit haar loopbaan; zilver op de 3000 meter en brons op de 5000 meter. Tijdens de wereldbekerfinale in Thialf op 11 maart 2016 behaalde ze haar beste individuele resultaat door als tweede te eindigen op de 3000 meter, drie honderdste achter Natalia Voronina (4.08,15 om 4.08,18).
Voorhuis beëindigde op 9 maart 2017 haar schaatsloopbaan.

## Persoonlijke records
| Afstand    | Tijd    | Datum            | Baan           |
| ---------- | ------- | ---------------- | -------------- |
| 500 meter  | 39,16   | 12 februari 2011 | Calgary        |
| 1000 meter | 1.17,24 | 24 februari 2007 | Calgary        |
| 1500 meter | 1.54,85 | 16 november 2013 | Salt Lake City |
| 3000 meter | 3.59,51 | 15 november 2013 | Salt Lake City |
| 5000 meter | 6.59,23 | 13 februari 2011 | Calgary        |

## Resultaten
| Jaar | NK Afstanden                            | NK Sprint | NK Allround         | EK Allround | WK Allround | WK Afstanden                         | Olympische Spelen          | Wereldbeker                                       | WK Junioren        |
| ---- | --------------------------------------- | --------- | ------------------- | ----------- | ----------- | ------------------------------------ | -------------------------- | ------------------------------------------------- | ------------------ |
| 2003 |                                         |           | 16e                 |             |             |                                      |                            |                                                   | 7e · achtervolging |
| 2004 | 16e 1500m 18e 3000m                     |           |                     |             |             |                                      |                            |                                                   | 8e · achtervolging |
| 2005 | 11e 1000m 12e 1500m 10e 3000m 10e 5000m |           | 7e                  |             |             |                                      |                            |                                                   |                    |
| 2006 | 11e 1500m 12e 3000m 9e 5000m            |           | Brons               |             |             |                                      |                            |                                                   |                    |
| 2007 | 7e 1500m 11e 3000m 7e 5000m             | 7e        | 6e                  |             |             |                                      |                            | 32e 1000m · 14e 1500m · 34e 3k/5k · achtervolging |                    |
| 2008 | 7e 1000m 6e 1500m 6e 3000m 5e 5000m     | 8e        | 6e                  |             |             | 11e 1500m                            |                            | 29e 1000m 8e 1500m 21e 3k/5k                      |                    |
| 2009 | 18e 1000m 6e 1500m 6e 3000m 8e 5000m    | dns3      | 4e                  |             | 5e          | 4e 3000m · 10e 5000m · achtervolging |                            | 20e 1500m 8e 3k/5k                                |                    |
| 2010 | 15e 1500m 10e 3000m                     |           | · (7e, , )          | 7e          | 6e          |                                      | 10e 5000m 6e achtervolging | 34e 3k/5k 5e achtervolging                        |                    |
| 2011 | 5e 1500m 6e 3000m DQ 5000m              |           | · (4e, , )          | 5e          | 6e          | 1500m · 7e 3000m · 9e 5000m          |                            | 13e 1500m · 6e 3k/5k · achtervolging              |                    |
| 2012 | 9e 1500m 12e 3000m 8e 5000m             |           | · (5e, 5e, 4e, )    |             |             | 9e 5000m                             |                            | 12e 3k/5k 6e achtervolging                        |                    |
| 2013 | 12e 1500m 12e 3000m 12e 5000m           |           | DQ (6e, 9e, 5e, DQ) |             |             |                                      |                            |                                                   |                    |
| 2014 | 5e 1500m 5e 3000m                       |           | 4e · (, 6e, 7e, 4e) |             |             |                                      |                            | 13e 1500m 5e 3k/5k                                |                    |
| 2015 | 8e 1500m · 3000m · 5000m                |           | · (, 7e, 6e, )      | 5e          |             |                                      |                            | 34e 1500m 5e 3k/5k                                |                    |
| 2016 | 6e 1500m · 3000m · 6e 5000m             |           | NS3 (6e, 11e, -, -) |             |             |                                      |                            | 6e 3k/5k                                          |                    |
| 2017 | 14e 1500m 11e 3000m 10e 5000m           |           | 7e (6e, 7e, 6e, 8e) |             |             |                                      |                            |                                                   |                    |

### Medaillespiegel
| Kampioenschap | Goud | Zilver | Brons |
| ------------- | ---- | ------ | ----- |
| NK Allround   | 0    | 2      | 2     |
| WK afstanden  | 0    | 1      | 1     |
| WK Junioren   | 2    | 0      | 0     |